# Treća liga SR Jugoslavije 1994-1995
La Treća liga SR Jugoslavije 1994-1995 è stata la 3ª edizione della terza divisione di calcio per squadre della Repubblica Federale di Jugoslavia. È stata la prima con la formula dei 3 punti a vittoria.
Le prime classificate sono state promosse direttamente. Le seconde hanno disputato gli spareggi contro le squadre piazzatesi al 15º e 16º posto in Druga liga.
Nella edizione successiva il numero dei gironi serbi passò a 6: Voivodina e Belgrado (nati dalla scissione del girone Nord), Danubio e Moravia (da quella del girone Ovest), Niš e Timok (da quella del girone Est).

## Serbia

### Nord
```
Železnik                     78 Promosso in 
Druga liga

FK Belgrado                  77 Promosso dopo spareggi

Zvezdara (Beograd)           73 
va in Srpska Liga Belgrado

Voždovac (Beograd)           67 
va in Srpska Liga Belgrado

Srem (Sremska Mitrovica)     65 
va in Srpska Liga Voivodina

Kolubara (Lazarevac)         57 
va in Srpska Liga Belgrado

Radnički (Sombor)            53 
va in Srpska Liga Voivodina

Bačka (Bačka Palanka)        42 
va in Srpska Liga Voivodina

Vrbas                        41 
va in Srpska Liga Voivodina

Sinđelić (Beograd)           40 
va in Srpska Liga Belgrado

ČSK (Čelarevo)               40 
va in Srpska Liga Voivodina

Inđija                       38 
va in Srpska Liga Voivodina

BSK (Batajnica)              37 
va in Srpska Liga Belgrado

Sremac (Vojka)               35 
va in Srpska Liga Voivodina

Bačka (Subotica)             32 
va in Srpska Liga Voivodina

Crvenka                      30 
va in Srpska Liga Voivodina

Trudbenik                    27 
va in Srpska Liga Belgrado

AIK Bačka Topola             24 
va in Srpska Liga Voivodina
```

### Ovest
- Radnički Kragujevac promosso in Druga liga SR Jugoslavije 1995-1996
- Sartid Smederevo agli spareggi

### Est
- Jedinstvo Paraćin promosso in Druga liga SR Jugoslavije 1995-1996
- Radnički Pirot agli spareggi

## Montenegro
- Mornar Bar promosso in Druga liga SR Jugoslavije 1995-1996
- Mladost Podgorica agli spareggi